# Žabovke
Žabovke (lat. Batrachoidiformes), red riba iz razerda zrakoperki (Teleostei), pripada joj sazmo jedna porodica Batrachoididae (žabovke) s 23 roda i 82 vrste unutar 4 potporodice.
Žabovke ovaj naziv nose po tome što izlaze na obalu poput žaba gdje mogu preživjeti do 24 sata, pa ih nazivaju i toadfishes, a inače naseljavaju i slanu, slatku i bočatu vodu. Žive na uglavnom na dnu i u plitkim i u dubokim vodama, a zalaze i u rijeke. Glava im je spljoštena, usta velika, a neke imaju na sebi i šuplje otrovne bodlje (Thalassophryninae). Na području Venezuele i Francuske Gijane neke vrste su jestive, pa postižu i prilično visoku cijenu. Hrane se morskim crvima, račićima, mekušcima i drugim ribama.
Neke vrste žabovki poznate su i po pjevanju, ispuštanju zvukova kojima mužjaci privlače ženke u vrijeme parenja, nastojeći nadglasati rivale. 

## Poptporodice i rodovi
1. Subfamilia Batrachoidinae Jordan, 1896
  1. Amphichthys Swainson, 1839
  2. Batrachoides Lacepède, 1800
  3. Opsanus Rafinesque, 1818
  4. Potamobatrachus Collette, 1995
  5. Sanopus Smith, 1952
  6. Vladichthys Greenfield, 2006
2. Subfamilia Halophryninae Greenfield, Winterbottom & Collette, 2008
  1. Allenbatrachus Greenfield, 1997
  2. Austrobatrachus Smith, 1949
  3. Barchatus Smith, 1952
  4. Batrachomoeus Ogilby, 1908
  5. Batrichthys Smith, 1934
  6. Bifax Greenfield, Mee & Randall, 1994
  7. Chatrabus Smith, 1949
  8. Colletteichthys Greenfield, 2006
  9. Halobatrachus Ogilby, 1908
  10. Halophryne Gill, 1863
  11. Perulibatrachus Roux & Whitley, 1972
  12. Riekertia Smith, 1952
  13. Triathalassothia Fowler, 1943
3. Subfamilia Porichthyinae Miranda Ribeiro, 1915
  1. Aphos Hubbs & Schultz, 1939
  2. Porichthys Girard, 1854
4. Subfamilia Thalassophryninae Miranda Ribeiro, 1915
  1. Daector Jordan & Evermann, 1898
  2. Thalassophryne Günther, 1861